# Тризуб (тижневик)
«Тризуб» — громадсько-політичний і літературно-мистецький тижневик (виходив щонеділі). Перше число журналу побачило світ 15 жовтня 1925 року. Видавався у Парижі в 1925 — 1940 роках. Неофіційний орган УНР, заснований з ініціативи Симона Петлюри.
«Тризуб» широко висвітлював політичні і культурні процеси, що відбувалися в підрадянській Україні й на еміграції, та інформував про стан української справи на міжнародному форумі.
Під час процесу Шварцбарта (1926 — 1927 роки) вийшло 10 чисел «Надзвичайного щоденного видання» (судові бюлетені).
Після тривалої перерви видання журналу у форматі двомісячника було відновлене 1960 року у Нью-Йорку.

## Додатки
У 1938 — 1939 роках «Тризуб» містив систематичні додатки:
- «Наша жінка на чужині» (редактор 3. Мірна).
- «Трибуна молодих» (редактор Борис Ольхівський).
- «Пласт на чужині» (редактор С. Нечай).
- «Наші діти на чужині» (редактор Степан Сірополко).

## Співробітники
Головний редактор:
- В'ячеслав Прокопович (1925 — 1939).
- С. Нечай (від червня 1939).
- Олександр Шульгин (1940).

Серед численних співробітників «Тризубу» були: Валентин Садовський, Олександр і Ростислав Шульгини, Михайло Єреміїв, Олександр Лотоцький (Observator), Ян Токаржевський-Карашевич, Володимир Сальський, Олександр Удовиченко, В. Соловій, В. Солонар, Костянтин Мацієвич, Євген Ґловінський, С. Нечай, Д. Піснячевський, Андрій Яковлів, Максим Славинський, Борис Лазаревський, Борис Лисянський, Дмитро Дорошенко, В'ячеслав Заїкин, Симон Наріжний, Юрій Горліс-Горський, М. Ковальський та ін.
Спеціальним кореспондентом тижневику «Тризуб» у Женеві, керівником женевської філії Українського пресового бюро був Микола Лівицький — Президент УНР в екзилі (1967 — 1989).

## Розповсюдження
Передплата тижневика на один рік, півроку, три місяці та один місяць приймалася у Франції, Румунії, США, Канаді, Бельгії, Болгарії, Югославії тощо з першого і п'ятнадцятого числа кожного місяця.
Також окремі числа видання розповсюджувались через місцеві книгарні. В Парижі, наприклад, тижневик продавався у книгарні «Maison du Livre», 9, rue de l'Eperon, Paris 6.

## Поновлення видання
Після тривалої перерви видання знову побачило світ у Нью-Йорку у форматі двомісячника. Підзаголовок журналу: «Орган української національно-державницької думки». Обсяг — 24 сторінки. Редактор — інж. Артем Зубенко; співробітники — проф. Михайло Кучер, Чорнова О. О. тощо.
Видавався Українським національно-державним союзом в США. Передплата приймалася у всіх відділеннях УНДС, а також у редакції (фінансового референта) за адресою: A. Zubenko, 330 E. 15th Street, New York 3, N. Y. Вартість річної передплати складала 2,40 долари. Друк: Prometey Publishing Co., Inc., 129 East 4th Street, New York 3, N. Y.; East Side Press, 165 Avenue, New York 9, N. Y.